# آژانس خبری دجله
آژانس خبری دجله یکی از خبرگزاری‌های طرفدار کردها در ترکیه است.
دفتر مرکزی این خبرگزاری در استانبول است و علاوه بر آن در ۵ شهر دیگری ترکیه و دفتری نیز در شمال عراق دارد.
در سال ۱۳۹۰ پلیس ترکیه ۲۷ نفر روزنامه‌نگار را از جمله در حمله به دفاتر خبرگزاری دجله دستگیر کرد.